# Can I Play with Madness
Can I Play with Madness är en låt och en singel av det brittiska heavy metalbandet Iron Maiden släppt den 20 mars 1988. Det är den första av fyra topptio singlar till albumet Seventh Son of a Seventh Son, den här nådde plats tre på brittiska topplistan. Låten hjälpte Iron Maiden att få en stor topp i karriären. Låten är skriven av Adrian Smith, Bruce Dickinson och Steve Harris.
Låten handlar om en ung man som försöker ta reda på om framtiden via en profet med en kristallkula. Han kan även försöka få hjälp av profeten med sina mardrömmar och visoner. Det slutar med att mannen blir våldsam eftersom han inte tror profeten.
I videon till låten är Graham Chapman med. Det är bland det sista han gjorde innan han dog i cancer.
På singeln finns två B-sidor. Den ena är en skämtsång skriven av Steve Harris och Bruce Dickinson som heter Black Bart Blues. Den handlar om några nördar som tar sig in i Iron Maidens turnébuss och bandet blir presenterade för "Black Bart". Den riktiga Black Bart var en rånare i amerikanska västerns som lämnade en dikt där han slagit till. Black Bart för Iron Maiden var en rustning som de hade bak i turnébussen.

Den andra B-sidan är en cover på låten Massacre av Thin Lizzy från albumet Johnny the Fox, från 1976. 

## Låtlista
1. Can I Play with Madness (Smith, Dickinson, Harris)
2. Black Bart Blues (Harris, Dickinson)
3. Massacre (Lynott, Gorham, Downey)

## Medlemmar
- Steve Harris – Bas
- Bruce Dickinson – Sång
- Dave Murray – Gitarr
- Adrian Smith – Gitarr
- Nicko McBrain – Trummor